# Świdnica
Świdnica (németül Schweidnitz, cseh nyelven  Svídnice) város Lengyelországban az Alsó-sziléziai vajdaságban a Świdnicai járásban. 1975-1998 között a város a Wałbrzychi vajdasághoz tartozott. Świdnica a Szudéták lábánál fekszik a Świdnicai-síkságon, a Bystrzyca folyó partján.
Świdnica Alsó-Szilézia egyik nagyobb és fontosabb városa. A ma 60 ezer lakosú várost 990-ben alapították, de városjogokat csak 1267 előtt kapott. Egykor a Świdnica-Jawori fejedelemség fővárosa volt, fontos kulturális és kézművesipari központ. A második világháború után jelentősen átépítették az ipari fejlődéshez igazodva, öntődével. Ezt a jellegét ma is tartja. Több kulturális intézménnyel rendelkezik, így Lengyelországban egyedül itt működik a középkori kereskedelemmel foglalkozó múzeum. Sport és szabadidős létesítményekben gazdag. Fontos vasúti és közúti csomópont.

## Városrészek
Świdnica hivatalosan nincs kerületekre osztva, mindössze lakótelepek (=osiedle) működnek:
- Stare Miasto (Óváros)
- Kraszowice
- Osiedle Młodych
- Osiedle Kolonia
- Osiedle Zawiszów
- Osiedle Zarzecze
- Osiedle Zacisze
- Osiedle Zwierzynieckie
- Osiedle Słowiańskie
- Osiedle Piastów
- Osiedle Nad Potokiem

## Műemlékek

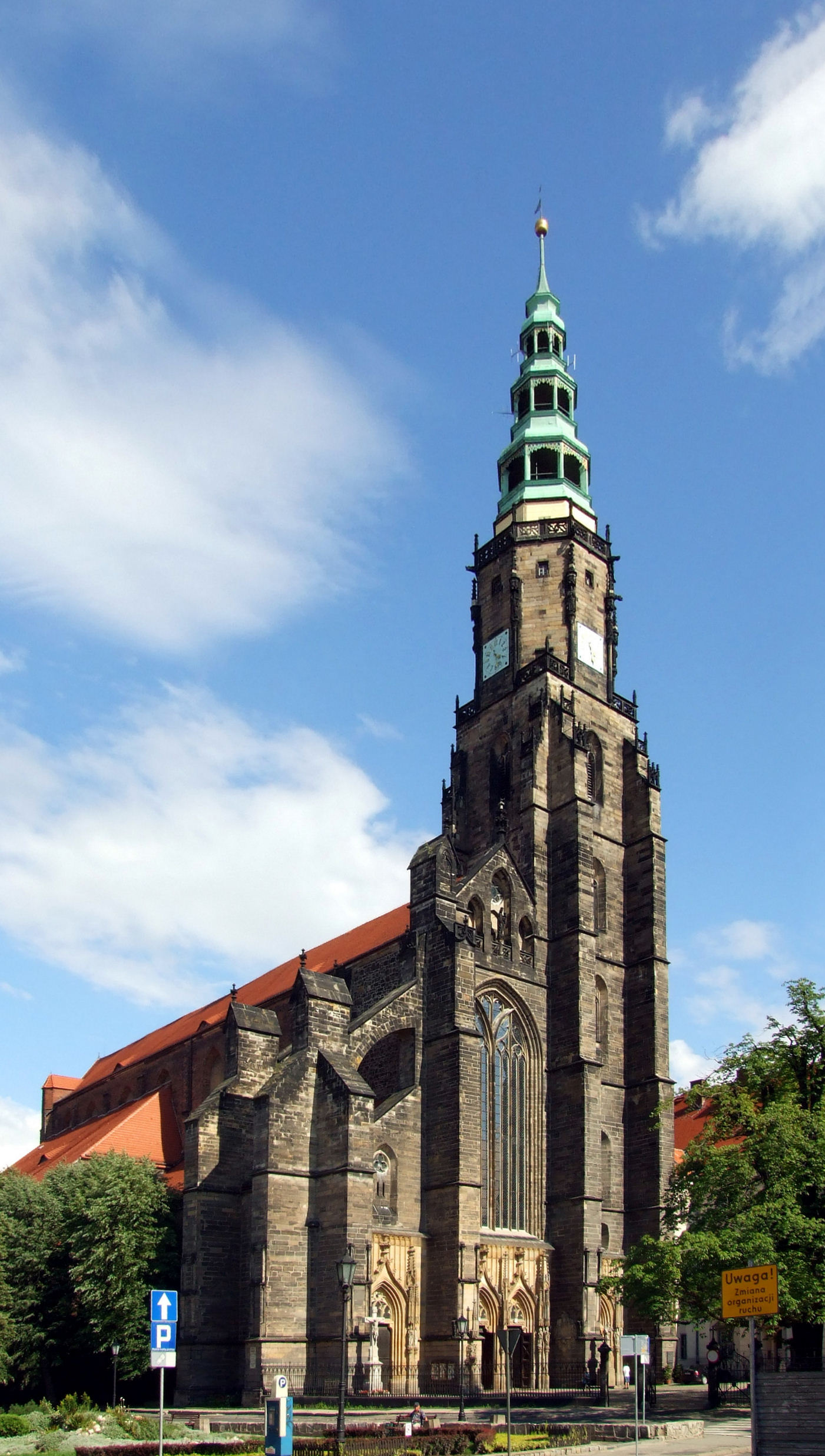
Katedrális

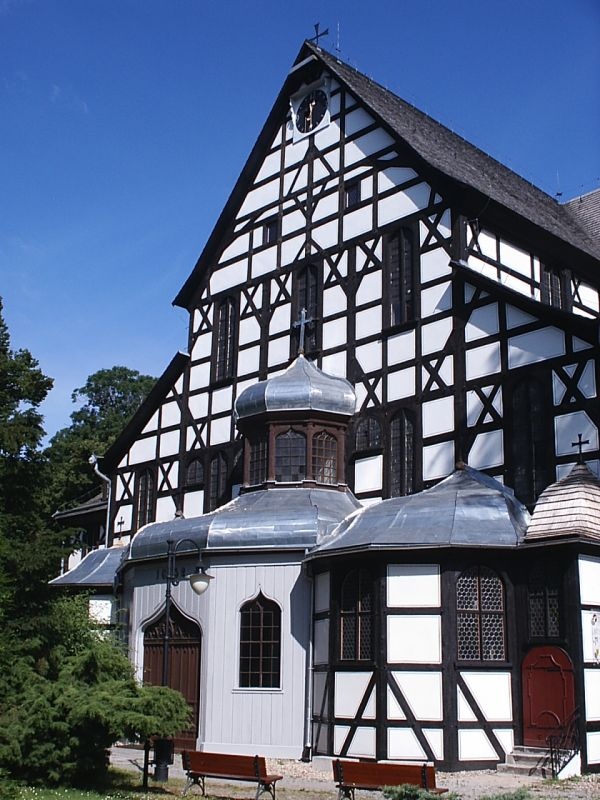
Béke temploma

- Késő gótikus katedrális (15. század). Tornya 103 m magas[5]
- A Béke temploma. Az UNESCO Világörökségi listáján szerepel. Az 1648-ban aláírt vesztfáliai béke, mely lezárta a harmincéves háborút, előírta a vallási békét. Ennek értelmében Sziléziában három béketemplom építését engedélyezte az uralkodó az evangélikus közösség számára. A templomnak nem tartós anyagból, a városfalon kívül a hívek adományiból kellett épülnie. A három templom Jaworban, Głogówban és Świdnicán épült fel, a głogówi tűzvészben elpusztult.
- Szent József-templom
- A piactér műemlék házai
- Barokk szoborcsoport a piactéren
- Városháza és a Régi Kereskedelem Múzeuma
- Középkori erődítések maradványai, városfal, kaputorony, kazamaták, Fegyvermúzeum.

## Fordítás
- Ez a szócikk részben vagy egészben a Świdnica című lengyel Wikipédia-szócikk ezen változatának fordításán alapul.  Az eredeti cikk szerkesztőit annak laptörténete sorolja fel. Ez a jelzés csupán a megfogalmazás eredetét és a szerzői jogokat jelzi, nem szolgál a cikkben szereplő információk forrásmegjelöléseként.